# Župna crkva Majke Božje Lurdske u Zagrebu
Župna crkva Majke Božje Lurdske katolička je crkva koja je građena u više etepa. Kripta je građena 1936. i 1937. godine, a u listopadu 1937. blagoslovio ju je zagrebački nadbiskup koadjutor Alojzije Stepinac. Gornji dio crkve izgrađen je 1971. U potresima koji su pogodili Hrvatsku 22. ožujka i 29. prosinca 2020.  crkva je bila znatno oštećena. 2022. godine započela je temeljita obnova svetišta, uključujući konstruktivnu sanaciju kripte i uređenje gornje crkve. 19. studenoga 2023. godine, zagrebački nadbiskup Dražen Kutleša posvetio je obnovljenu crkvu, čime je završena višegodišnja obnova i uređenje ovog sakralnog prostora.
Crkva se nalazi na križanju Vrbanićeve i Zvonimirove ulice, u Donjem gradu u Zagrebu i  zaštićeno je kulturno dobro Republike Hrvatske.

## Povijest i arhitektura
1930. godine započela je izgradnja Franjevačkoga samostana i kapele Majke Božje Lurdske, a u ožujku 1936. godine zagrebački nadbiskup Alojzije Stepinac blagoslovio je temeljni kamen budućega svetišta. U povelji zazidanoj u temeljni kamen piše da se u Zagrebu podiže hram majci Božjoj u nadi da će biti 'zalog sretnije budućnosti hrvatskog naroda na ovoj zemlji i jamstvo vječnog spasa pred licem Majke Božje u vječnoj Domovini'. Projekt za izgradnju crkve Majke Božje Lurdske je, na poticaj kipara Ivana Meštrovića, izradio slovenski arhitekt Jože Plečnik.
Od 1965. do 1970. trajala je dogradnja kripte, tj. predvorja svetišta, a 1970. godine je po projektu arhitekata Zvonimira Vrkljana i Valdemara Balleya započela gradnja crkve nad kriptom. U kolovozu 1971. godine novopodignutu nedovršenu crkvu blagoslovio je lurdski biskup mons. Henri Clément Victor Donze zajedno s nadbiskupom Franjom Kuharićem. Namjera žurne izgradnje liturgijskog objekta bila je zaštita Plačnikove kripte, pa nova crkva nije projektirana integralno. U jednom od nacrta postoji naznaka pozicije budućeg oltara, ali ostali liturgijski elementi još nisu bili određeni.
S obzirom na činjenicu da unutrašnji postor nije bio dovršen, dugo godina nije niti bio u liturgijskoj funkciji. Tek 2015. godine započelo je uređenje unutrašnjosti crkve prema projektu arhitekata Zorane Sokol Gojnik i Igora Gojnika, u suradnji s liturgičarima Antom Crnčevićem i Ivanom Šaškom. U prostornoj zadanost postojećeg objekta kojeg definiraju istočni i zapadni ulaz, autori oltar postavljaju uz južni zid crkve, a nad oltarom otvaraju zenitni prorez. Oltarni dio centriran je postavljanjem dvaju stupova. Lijevo od oltara nalazi se ambon, a svetohranište se nalazi u zasebnoj kapeli lijevo od oltara.
Crkva Majke Božje Lurdske građena je bez zvonika i uklapa se u vizuru Zvonimirove ulice slijedeći vijenac uličnih zgrada. Sakralni je sadržaj samo naznačen rasterom križeva koji oblikuju prozore.

## Galerija
- Pogled na crkvu iz Zvonimirove ulice
- Pročelje
- Plečnikova kripta
- Unutrašnjost kripte, oltar
- Unutrašnjost kripte, luster
- Pogled na svetište
- Oltar
- Orgulje
- Krstionica
- Pogled s oltara
- Unutrašnjost crkve
- Kapela unutar crkve
- Unutrašnjost kapele - svetohranište